# 詹姆斯·柯登深夜秀
《詹姆斯·柯登深夜秀》（英語：The Late Late Show with James Corden）是由詹姆斯·柯登主持的美国深夜脱口秀节目，在哥伦比亚广播公司频道上播出 。这是《深夜秀》的第四次，也是最后一次迭代。该节目于美国东部时间/太平洋时间周一至周五凌晨12:37:28在美国播出，节目于周一至周四下午在录音室观众面前录制，录制地点为在位于加利福尼亚州洛杉矶CBS电视城的56号摄影棚中进行。
2014年9月8日，柯登被任命为该节目的新主持人，取代克雷格·费格斯。节目原定于2015年3月9日首映，后来为了借助美国大学体育协会篮球锦标赛拉高首播收视率，档期被推迟至2015年3月23日。经过8年不间断的播出，《深夜秀》的最后一集于2023年4月27日播出。